# Мелдерешть (Вилча)
Мелдерешть, Мелдерешті (рум. Măldărești) — село у повіті Вилча в Румунії. Входить до складу комуни Мелдерешть.
Село розташоване на відстані 182 км на північний захід від Бухареста, 29 км на захід від Римніку-Вилчі, 89 км на північ від Крайови, 139 км на південний захід від Брашова.

## Населення
За даними перепису населення 2002 року у селі проживали 1326 осіб, з них 1324 особи (99,8%) румунів. Рідною мовою 1324 особи (99,8%) назвали румунську.